# آلمیر آگانسپاهیچ
آلمیر آگانسپاهیچ (انگلیسی: Almir Aganspahić؛ زادهٔ ۱۲ سپتامبر ۱۹۹۶) بازیکن فوتبال اهل بوسنی و هرزگوین است که در پست مهاجم برای باشگاه لیپایا در لیگ برتر فوتبال لتونی بازی می‌کند.
وی در تیم‌های ملی فوتبال زیر ۱۷ سال بوسنی و هرزگوین و زیر ۲۱ سال بوسنی و هرزگوین بازی کرده است.